# فرانک مایو (بازیگر)
فرانک مایو (انگلیسی: Frank Mayo; ۲۸ ژوئن ۱۸۸۹ – ۹ ژوئیهٔ ۱۹۶۳) هنرپیشه اهل ایالات متحده آمریکا بود.
از فیلم‌ها یا برنامه‌های تلویزیونی که وی در آن نقش داشته است می‌توان به سربازان پیاده، حیوان نر، سایه‌ها، عبور از خط مرگ و مادموازل فی‌فی اشاره کرد.

## مرگ
او در  لاگونا بیچ، کالیفرنیا ، بر اثر حمله قلبی درگذشت.